# Ejército de Tierra francés
El Ejército de Tierra (en francés: Armée de terre) es uno de los cuatro componentes de las Fuerzas Armadas de Francia. Al igual que las otras tres armas, Marina Nacional, Ejército del Aire y Gendarmería Nacional, está bajo la responsabilidad del presidente de la República como jefe del ejército.
Operativamente, todas las unidades del ejército de tierra están bajo la autoridad del Jefe del Estado Mayor de los Ejércitos (CEMA). El Jefe del Estado Mayor del Ejército de Tierra es el responsable ante el CEMA y el ministro de Defensa, de la organización, preparación, empleo de sus fuerzas y de la planificación y la programación de sus medios, equipamientos y nuevos materiales.
En 2023, el Ejército de Tierra está formado por unos 118 000 militares aproximadamente (incluye reservas), todos voluntarios (profesionales), dado que el servicio militar obligatorio está suspendido desde 1996.

## Historia
Fue fundado en el año 1455.

## Organización

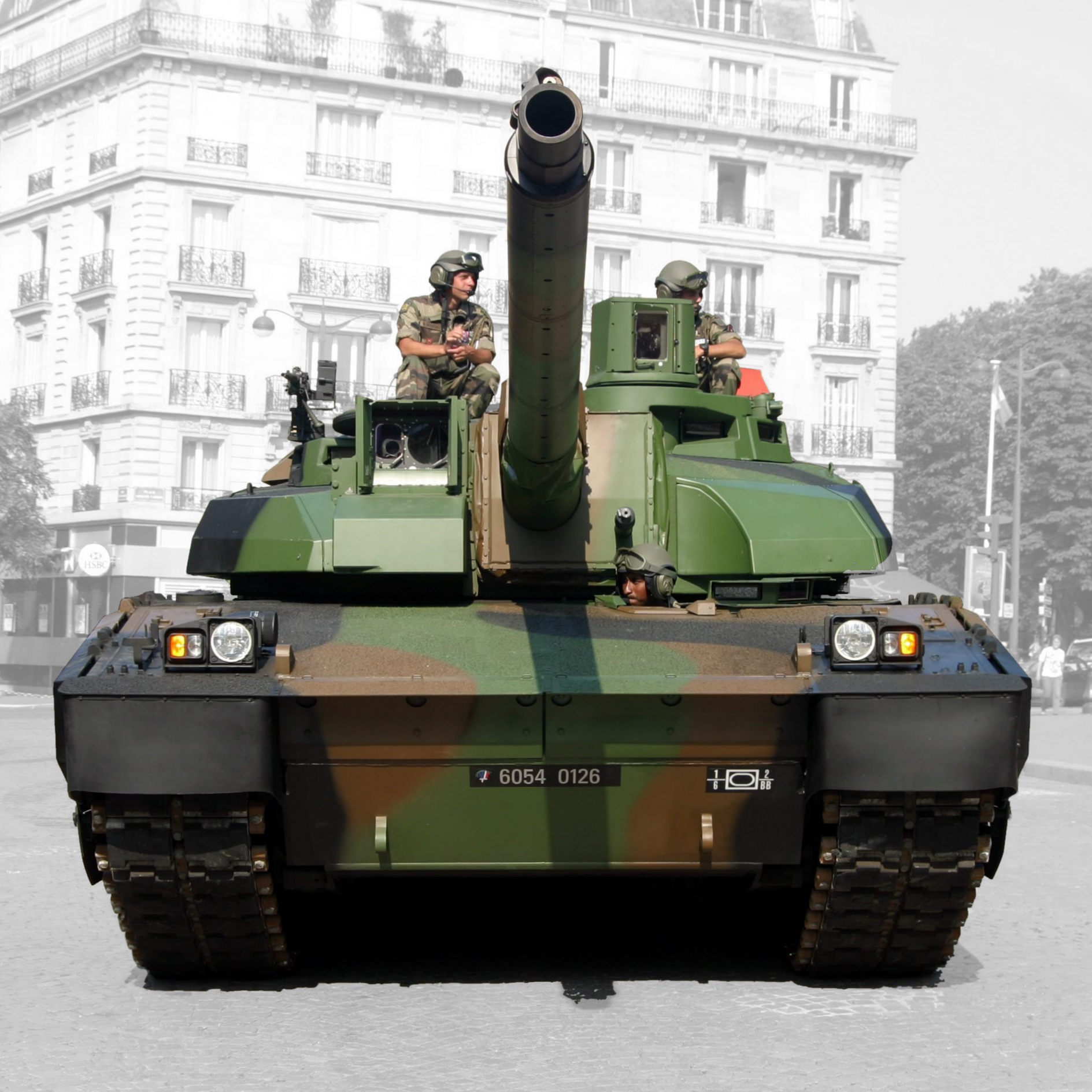
Carro de combate Leclerc.

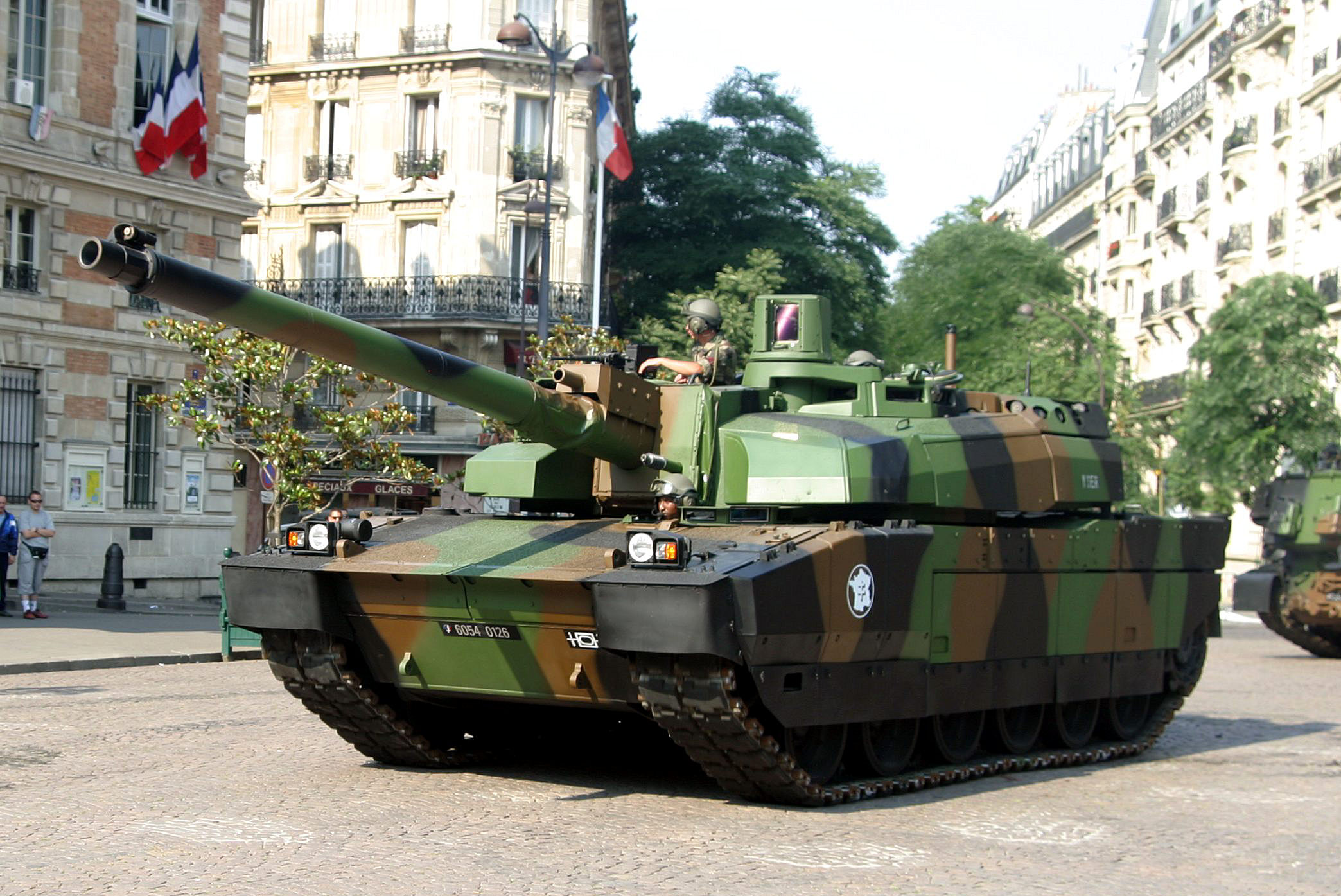

A raíz de los ataques el 7 de enero de 2015 a Charlie Hebdo y el 13 de noviembre del mismo año en la sala de conciertos Bataclan y otros lugares, con 130 muertos oficiales, el ejército francés consideró hacer una profunda reorganización militar. Se consideró aumentar los efectivos, poniendo así fin a dos décadas de reducciones. Este aumento no consiste en aumentar las brigadas, sino en fortalecer estas con nuevos regimientos, además de añadir un escuadrón a los regimientos de caballería y una compañía de combate a los de infantería. Esta nueva organización crea la Fuerza de Intervención Rápida Interarmas Scorpion, compuesta por dos divisiones que agrupan a siete brigadas. Se crean nuevos mandos especializados a nivel de división como el Mando de Inteligencia, el Mando SIC (Sistema de Información y Comunicaciones), el Mando de Logística y el Mando E2CIA (Entrenamiento y Escuelas de Combate Conjunto).
- Estado Mayor del Ejército de Tierra. (L’Hexagone de Balard, París) 
  - Jefe del Estado Mayor del Ejército de Tierra (CEMAT)
  - Estado Mayor del Ejército de Tierra (EMAT)
    - Mayor General del Ejército de Tierra (MGAT)
    - Subjefatura de Rendimiento y Síntesis
    - Subjefatura de Planes y Programas
    - Subjefatura de Operaciones Aire-Tierra
    - Subjefatura de Relaciones Internacionales

  - Sección Técnica del Ejército de Tierra (Versalles, Yvelines)
  - Centro de Doctrina y Educación del Mando 
    - Escuela de Estado Mayor (EEM)
    - Escuela de Guerra de Tierra (EDG-T)
    - Escuela Superior de Oficiales de Reserva Especialistas en Estado Mayor (ESORSEM)
    - Educación Militar Superior Científica y Técnica (EMSST)

Esta cuatro escuelas están instaladas en la Escuela Militar de París, excepto la EEM que se encuentra en Saumur, Maine y Loira.
- Mando de las Fuerzas Terrestres
  - Cuartel General (Lille, Norte)
  - Cuerpo de Reacción Rápida-Francia (Lille, Norte)
  - 1ª División Scorpion
    - Estado Mayor (Besanzón, Doubs)
    - 1er. Regimiento de Artillería (Bourogne, Territorio de Belfort)
    - 19º Regimiento de Ingenieros (Besanzón, Doubs)
    - 132º Regimiento de Infantería Cinegética (Suippes, Marne)
    - 7ª Brigada Blindada
      - 7ª Compañía de Mando y Transmisiones (Besanzón, Doubs)
      - 1er. Regimiento de Cazadores (Verdún, Mosa)
      - 5º Regimiento de Dragones (Mailly-le-Camp, Aube)
      - 1er. Regimiento de Tiradores (Épinal, Vosgos)
      - 35.º Regimiento de Infantería (Belfort, Territorio de Belfort)
      - 152.º Regimiento de Infantería (Colmar, Alsacia)
      - 68.º Regimiento de Artillería de África (La Valbonne, Ain)
      - 3.er Regimiento de Ingenieros (Charleville-Mézières, Ardenas)
      - CFIM (Centro de Formación Inicial para Tropa)-3er. Regimiento de Cazadores de África (Valdahon, Doubs)

    - 9.ª Brigada de Infantería de Marina.
      - Banda de Música “Fanfare et Bagad”
      - 9.ª Compañía de Mando y Transmisiones (Poitiers, Vienne)
      - Regimiento de Carros de Infantería de Marina (Poitiers, Vienne)
      - 1er. Regimiento de Infantería de Marina (Angulema, Charente)
      - 2º Regimiento de Infantería de Marina (Auvours, Sarthe)
      - 3er. Regimiento de Infantería de Marina (Vannes, Morbihan)
      - 126º Regimiento de Infantería (Brive, Corrèze)
      - 11er. Regimiento de Artillería de Marina (Saint-Aubin-du-Cormier, Ille-et-Vilaene)
      - 6º Regimiento de Ingenieros (Angers, Maine y Loira)
      - CFIM (Centro de Formación Inicial para Tropa)-1er. Regimiento de Artillería de Marina (Coëtquidan, Morbihan)
      - CFIM (Centro de Formación Inicial para Tropa)-22º Regimiento de Infantería de Marina (Angulema, Charente)

    - 27ª Brigada de Infantería de Montaña
      - 27ª Compañía de Mando y Transmisiones (Grenoble, Isère)
      - 4º Regimiento de Cazadores (Gap, Altos Alpes)
      - 7º Batallón de Cazadores Alpinos (Grenoble, Isère)
      - 13º Batallón de Cazadores Alpinos (Chambèry, Saboya)
      - 27.º Batallón de Cazadores Alpinos (Annecy, Alta Saboya)
      - 93.er Regimiento de Artillería de Montaña (Grenoble, Isère)
      - 2º Regimiento de Extranjeros de Ingenieros (San Cristóbal, Vaucluse)
      - Escuela Militar de Alta Montaña (Chamonix, Alta Saboya)
      - CFIM (Centro de Formación Inicial para Tropa)-6º Batallón de Cazadores (Gap, Altos Alpes)
      - Grupo de Comandos de Montaña. Con elementos de cada una de las unidades anteriores se forma este grupo.

    - Brigada Franco-Alemana. Componente mixto
      - Batallón de Mando y Apoyo (Müllheim, Baden-Wurtemberg,  Alemania). Componente mixto
      - 3er.  Regimiento de Húsares (Metz, Mosela). Componente francés
      - 1er. Regimiento de Infantería (Sarreburgo, Mosela)
      - Jägerbatallón 291 (Estrasburgo, Alsacia). Componente alemán
      - Jägerbatallón 292 (Donaueschingen, Baden-Wurtemberg, Alemania). Componente alemán
      - Batallón de Artillería 295 (Stetten, Baden-Wurtemberg, Alemania). Componente alemán
      - Compañía Panzer de Ingenieros 550 (Stetten, Baden-Wurtemberg, Alemania). Componente alemán

  - 3ª División Scorpion
    - Estado Mayor (Marsella, Bocas del Ródano)
    - 54.º Regimiento de Artillería (Hyères, Var)
    - 31º Regimiento de Ingenieros (Castelsarrasin, Tarn y Garona)
    - 2º Regimiento de Dragones (Fontevraud-l’Abbaye, Maine y Loira)
    - 2ª Brigada Blindada
      - 2ª Compañía de Mando y Transmisiones (Estrasburgo, Alsacia)
      - 12º Regimiento de Coraceros (Orleans, Loiret)
      - 501º Regimiento de Carros de Combate (Mourmelon, Marne)
      - 16º Batallón de Cazadores a Pie (Bitche, Mosela)
      - 92.º Regimiento de Infantería (Clermont-Ferrand, Puy-de-Dôme)
      - Regimiento “Marcha del Chad” (Meyenheim, Alsacia)
      - 40.º Regimiento de Artillería (Suippes, Marne)
      - 13er. Regimiento de Ingenieros (Valdahon, Doubs)
      - CFIM (Centro de Formación Inicial para Tropa)-12º Regimiento de Cazadores de África (Bitche, Mosela)  

    - 6.ª Brigada Blindada Ligera  
      - 6.ª Compañía de Mando y Transmisiones (Nimes, Gard)
      - 1er. Regimiento de Spahis (Valence, Drôme)
      - 1er. Regimiento Extranjero de Caballería (Marsella, Bocas del Ródano)
      - 2º Regimiento Extranjero de Infantería (Nimes, Gard)
      - 13.ª Semi-Brigada de la Legión Extranjera (La Cavalerie, Aveyron)
      - 21º Regimiento de Infantería de Marina (Fréjus, Var)
      - 3er. Regimiento de Artillería de Marina (Canjuers, Var)
      - 1er. Regimiento Extranjero de Ingenieros (Laudun, Gard)
      - CFIM (Centro de Formación Inicial para Tropa)-4º Regimiento de Infantería de Marina (Fréjus, Var)

    - 11.ª Brigada Paracaidista
      - 11.ª Compañía de Mando y Transmisiones Paracaidista (Toulouse, Alto Garona)
      - 1er. Regimiento de Húsares Paracaidistas (Tarbes, Altos Pirineos)
      - 1er. Regimiento de Cazadores Paracaidistas (Pamiers, Ariege)
      - 2º Regimiento Extranjero de Paracaidistas (Calvi, Córcega)
      - 3er. Regimiento de Paracaidistas de Infantería de Marina (Carcasona, Aude)
      - 8º Regimiento de Paracaidistas de Infantería de Marina (Castres, Tarn)
      - 35º Regimiento de Artillería Paracaidista (Tarbes, Altos Pirineos)
      - 17º Regimiento de Ingenieros Paracaidistas (Montauban, Tarn y Garona)
      - 1er. Regimiento “du Train” Paracaidista (Toulouse, Alto Garona)
      - Escuela de Tropas Aerotransportadas (Pau, Pirineos Atlánticos)
      - CFIM (Centro de Formación Inicial para Tropa)-6º Regimiento de Paracaidistas de Infantería de Marina (Caylus, Tarn y Garona)
      - Grupo de Comandos Paracaidistas. Con elementos de cada una de las unidades anteriores se forma este grupo.

  - Mando de Inteligencia
    - Estado Mayor (Estrasburgo, Alsacia)
    - 2º Regimiento de Húsares (Haguenau, Alsacia)
    - 44.º Regimiento de Transmisiones (Mutzig, Alsacia)
    - 54.º Regimiento de Transmisiones (Haguenau, Alsacia)
    - 785º Compañía de Guerra Electrónica (Rennes, Ille y Vilaine)
    - 61.er Regimiento de Artillería (Chaumont, Alto Marne)
    - 28º Grupo Geográfico (Haguenau, Alsacia)
    - CRT Centro de Inteligencia de Tierra (Estrasburgo, Alsacia)
    - CIAE Centro Interarmas de Acciones sobre el Medio (Lyon)
    - ERAT Escuela de Inteligencia del Ejército de Tierra (Saumur, Maine y Loira)
    - CEERAT Centro de Enseñanza y de Entrenamiento de Inteligencia del Ejército de Tierra (Saumur, Maine y Loira)
    - CFIM (Centro de Formación Inicial para Tropa)-15º Regimiento de Infantería (Verdún, Mosa)

  - Mando SIC Sistemas de Información y Comunicación
    - Estado Mayor (Rennes, Ille y Vilaine)
    - 28º Regimiento de Transmisiones (Issoire, Puy-de-Dôme)
    - 40.º Regimiento de Transmisiones (Thionville, Mosela)
    - 41.er Regimiento de Transmisiones (Douai, Norte)
    - 48.º Regimiento de Transmisiones (Agen, Lot y Garona)
    - 51.er Regimiento de Transmisiones (Lunéville, Meurthe y Mosela)
    - 807ª Compañía de Señales (Rennes, Ille y Vilaine)
    - Escuela de Transmisiones (Rennes, Ille y Vilaine)
    - CFIM (Centro de Formación Inicial para Tropa)-16º Regimiento de Transmisiones (Dieuze, Mosela)

  - Mando de la Logística
    - Estado Mayor (Lille, Norte)
    - PCFL Puesto de Mando de la Fuerza Logística (Montlhéry, Essonne)
    - CTTS Centro de Transportes y Tránsito de Superficie (Montlhéry, Essonne)
    - 121º Regimiento de Train[1] (Montlhéry, Essonne)
    - 503º Regimiento de Train (Nimes, Gard)
    - 511º Regimiento de Train (Auxonne, Cotê-d’Or)
    - 515º Regimiento de Train (Brie, Charente)
    - 516º Regimiento de Train (Toul, Meurthe y Mosela)
    - 519º Regimiento de Train (Tolón, Var). Se dedica al trasbordo marítimo. Tiene destacamentos en (La Rochelle, Charente Marítimo) y otros puertos de Ultramar.
    - 14º Regimiento de Infantería y de Sostenimiento Logístico Paracaidista (Toulouse, Alto Garona). Se dedica al montaje de campamentos. Tiene una compañía con capacidad paracaidista.
    - Regimiento Médico (La Valbonne, Ain)
    - Escuela de Train y de Logística Operativa (Bourges, Cher)
    - CFIM (Centro de Formación Inicial para Tropa)-135º Regimiento de Train (Montlhéry, Essonne)
    - 24º Regimiento de Infantería-Batallón de Reserva Isla de Francia. Tiene el mando y dos compañías en (Vincennes, Valle del Marne) y otras dos compañías en (Versalles, Yvelines). Es el único regimiento de reserva del Ejército Francés

  - Mando E2CIA Entrenamiento y de Escuelas de Combate Interarmas
    - Estado Mayor (Mourmelon-le-Grand, Marne)
    - CENTAC Centro de Entrenamiento de Combate-1er. Batallón de Cazadores (Mailly-le-Camp, Aube)
    - CECPC Centro de Entrenamiento y Control de Puestos de Mando-3er. Regimiento de Artillería (Mailly-le-Camp, Aube)
    - CENTIAL Centro de Entrenamiento Interarmas y de Apoyo Logístico-51.er Regimiento de Infantería (Mourmelon-le-Grand, Marne)
    - CENZUB Centro de Entrenamiento en Zonas Urbanas-94.º Regimiento de Infantería (Sissonne, Aisne)
    - 1.er Regimiento de Cazadores de África (Canjuers, Var)
    - CENEC Centro Nacional de Entrenamiento de Comandos-1er. Regimiento de Choque (Mont-Louis, Pirineos Orientales)
    - GAM Grupo de Endurecimiento en Montaña (Modane, Saboya)
    - 17º Grupo de Artillería (Biscarrosse, Landas)
    - Centro Interarmas de Defensa NBQR[2] (Saumur, Maine y Loira)
    - Escuela de Caballería (Saumur, Maine y Loira)
    - Escuela de Infantería (Draguignan, Var)
    - Escuela de Artillería (Draguignan, Var)
    - Escuela de Ingenieros (Angers, Maine y Loira)

  - Estado Mayor Especializado para Ultramar y el Extranjero
    - Estado Mayor (París)
    - 33º Regimiento de Infantería de Marina (Fort-de-France, Martinica). Posee una compañía de reserva en Guadalupe.
    - 9º Regimiento de Infantería de Marina (Cayena, Guayana Francesa)
    - 3er. Regimiento Extranjero de Infantería (Centro Espacial de Kourou, Guayana Francesa)
    - 43.er Batallón de Infantería de Marina (Abiyán, Costa de Marfil)
    - 6º Batallón de Infantería de Marina (Libreville, Gabón)
    - 5º Regimiento Interarmas de Ultramar (Yibuti)
    - 2º Regimiento de Paracaidistas de Infantería de Marina (Saint-Pierre, Reunión)
    - Destacamento de la Legión Extranjera en Mayotte (Dzaoudzi, Mayotte)
    - 5º Regimiento de Coraceros (Abu Dhabi, Emiratos Árabes Unidos)
    - Regimiento de Infantería de Marina del Pacífico-Nueva Caledonia (Plum, Nueva Caledonia) con una compañía en (Nandaï, Nueva Caledonia)
    - Regimiento de Infantería de Marina del Pacífico-Polinesia (Papeete, Polinesia Francesa)
    - Gran parte de los efectivos de las unidades pertenecen a misiones de corto plazo, cuatro meses. En estos destinos reciben instrucción específica por ejemplo ambientes de selva, manglares, desértico, etc. y una vez acabada su estancia, vuelven a sus unidades de origen.
- SIMMT Estructura Integrada de Mantenimiento en Condiciones Operativas de Materiales Terrestres
  - Dirección Central (Versalles, Yvelines)
  - Mando de Mantenimiento de las Fuerzas
    - Estado Mayor (Lille, Norte). Con un escalón avanzado en (Versalles, Yvelines)
    - 2º Regimiento de Material (Bruz, Ille y Vilaine)
      - Destacamento (Poitiers, Vienne)

    - 3er. Regimiento de Material (Muret, Alto Garona). Tiene capacidad paracaidista
      - Destacamento (Montauban, Tarn y Garona)
      - Destacamento (Vayres, Gironda)

    - 4º Regimiento de Material (Nimes, Gard)
      - Destacamento (Canjuers, Var)
      - Destacamento (Draguignan, Var)
      - Destacamento (Miramas, Bocas del Ródano)
      - Destacamento (Carpiagne, Bocas del Ródano)

    - 6º Regimiento de Material (Besanzón, Doubs)
      - Destacamento (Gresswiller, Alsacia)
      - Destacamento (Metz, Mosela)

    - 7º Regimiento de Material (Lyon)
      - Destacamento (Clermont-Ferrand, Puy-de-Dôme)
      - Destacamento (Grenoble, Isère)

    - 8º Regimiento de Material (Mourmelon-le-Grand, Marne)
      - Destacamento (Versalles, Yvelines)
      - Destacamento (Mailly-le-Camp, Aube)
      - Destacamento (Orleans, Loiret)
      - Destacamento (Verdun, Mosa)

    - Escuela de Materiales (Bourges, Cher)
    - CFIM (Centro de Formación Inicial para Tropa)-1er. Regimiento de Material (Nimes, Gard)

  - Servicio de Mantenimiento Industrial Terrestre
    - Dirección (Versalles, Yvelines)
    - 12.ª Base de Apoyo de Material (Neuvy-Pailloux, Indre)
    - 13.ª Base de Apoyo de Material (Clermont-Ferrand, Puy-de-Dôme)
    - 14.ª Base de Apoyo de Material (Nouâtre, Indre y Loira)

Este servicio dispone de destacamentos en muchas bases del Ejército de Tierra.
- Mando ALAT Aviación Ligera del Ejército de Tierra
  - Estado Mayor (Vélizy-Villacoublay, Yvelines)
  - 4ª Brigada de Aerocombate
    - 4ª Compañía de Mando y Transmisiones (Clermont-Ferrand, Puy-de-Dôme)
    - 1er. Regimiento de Helicópteros de Combate (Phalsbourg, Mosela)
    - 3er. Regimiento de Helicópteros de Combate (Étain, Mosa)
    - 5º Regimiento de Helicópteros de Combate (Pau, Pirineos Atlánticos)

  - Regimiento de Apoyo Aeromóvil (Montauban, Tarn y Garona)
    - Destacamento de Aviones del ejército de Tierra (Rennes, Ille y Vilaine)
    - Escuela ALAT
      - Escuela Base-6º Regimiento de Helicópteros de Combate (Dax, Landas)
      - Escuela Base-2º Regimiento de Helicópteros de Combate (Le-Cannet-des-Maures, Var)
      - EFA Escuela Franco-Alemana Tiger (Le-Cannet-des-Maures, Var)
      - Centro de Formación Franco-Alemán Técnico Logístico Tiger (Fassberg, Baja Sajonia, Alemania)
      - Centro de Entrenamiento Conjunto NH-90 (Le-Cannet-des-Maures, Var)
      - Centro de Formación de Mecánicos ALAT (Bourges, Cher)
      - CVM Centro de Vuelo en Montaña (Sainte-Léocadie, Pirineos Orientales)
- Mando Terrestre para el Territorio Nacional
  - Estado Mayor (Escuela Militar de París)
  - Brigada de Bomberos Zapadores de París
    - Compañía de Mando y Transmisiones (Cuartel Champerret, París)
    - 1er. Grupo Antiincendios (Montmartre, París)
    - 2º Grupo Antiincendios (Masséna, París)
    - 3er. Grupo Antiincendios (Courbevoie, Altos del Sena)
    - 4º Grupo de Apoyo y Rescate (Clichy, Altos del Sena)
    - 5º Grupo de Sostenimiento y Rescate (Cuartel Champerret, París)
    - 6º Grupo de Formación Instrucción y Rescate (Cuartel Champerret, París)
    - Los grupos de intervención del 1 al 4 tiene una compañía de Mando y Logística y 8 compañías de intervención. Cada compañía de intervención consta de entre 2 y 4 cuarteles de bomberos.

  - Unidad de Instrucción e Intervención de Seguridad Civil nº1 (Nogent-le-Retrou, Eure y Loir)
  - Unidad de Instrucción e Intervención de Seguridad Civil nº5 (Corte, Córcega)
  - Unidad de Instrucción e Intervención de Seguridad Civil nº7 (Brignoles, Var)
  - 25º Regimiento de Ingenieros Aéreos (Istres, Bocas del Ródano). Dispone de una compañía en (Mont-de-Marsan, Landas), otra en (Avord, Cher) y un destacamento de entrenamiento en (Vouziers, Ardenas)
  - SMV Servicio Militar Voluntario
    - Estado Mayor (Arcueil, Valle del Marne)
    - 1er. Regimiento SMV-2º Regimiento de Ingenieros (Metz, Mosela)
      - Destacamento (Châlons-en Champagne, Marne)

    - 2º Regimiento SMV-10.º Regimiento de Artillería de Marina (Brétigny-sur-Orge, Essonne)
    - 3er. Regimiento SMV-57.º Regimiento de Infantería (La Rochelle, Charente Marítimo)

  - SMA Servicio Militar Adaptado
    - Estado Mayor (Ministerio de Ultramar, París)
    - Regimiento SMA Guadalupe (Jarry, Guadalupe)
    - Regimiento SMA Martinica (Le Lamentin, Martinica)
    - Regimiento SMA Guayana (Saint-Laurent-du-Maroni, Guayana Francesa) y (Cayena, Guayana Francesa)
    - Regimiento SMA Reunión (Saint-Pierre, Reunión)
    - Regimiento SMA Mayotte (Combani, Mayotte)
    - Regimiento SMA Polinesia Francesa (Papeete, Polinesia Francesa)
    - Regimiento SMA Nueva Caledonia (Noumea, Nueva Caledonia)
    - Destacamento SMA Périgueux (Périgueux, Dordoña)

  - DRAT Delegación de la Reserva del Ejército de Tierra
- Mando de las Fuerzas Especiales de Tierra
  - Compañía de Mando y Transmsiones (Pau, Pirineos Atlánticos)
  - 1er. Regimiento de Paracaidistas de Infantería de Marina (Bayona, Pirineos Atlánticos)
  - 13º Regimiento de Dragones Paracaidistas (Martignas-sur-Jalle, Gironda)
  - 4º Regimiento de Helicópteros de las Fuerzas Especiales (Pau, Pirineos Atlánticos)
  - Grupo de Apoyo a las Operaciones Especiales (Pau, Pirineos Atlánticos)
  - Academia de Fuerzas Especiales (Pau, Pirineos Atlánticos)
- DRHAT Dirección de Recursos Humanos del Ejército de Tierra
- Mando Territorial de Nivel Zonal
  - Zona Isla de Francia (Saint-Germain-en-Laye, Yvelines)
  - Zona Noreste, comprende las regiones de Alta Francia y Gran Este (Metz, Mosela)
  - Zona Noroeste, comprende las regiones de Países del Loira, Bretaña, Normandía y Centro-Valle del Loira (Rennes, Ille y Vilaine)
  - Zona Sur, comprende las regiones de Occitania, Provenza-Alpes-Costa Azul y Córcega (Marsella, Bocas del Ródano)
  - Zona Sudeste comprende las regiones de Auvernia-Ródano-Alpes y Borgoña-Franco Condado (Lyon)
  - Zona Suroeste comprende la Región de Nueva Aquitania (Burdeos, Gironda)
- Mando de la Legión Extranjera
  - Cuartel General de la Legión Extranjera (Aubagne, Bocas del Ródano)
  - 1er. Regimiento Extranjero (Aubagne, Bocas del Ródano)
  - 4º Regimiento Extranjero (Castelnaudary, Aude)
  - Grupo de Reclutamiento de la Legión Extranjera (Fort de Nogent, Valle del Marne)

[1] Dada la tradición de los Regimientos de Train en el Ejército Francés, que se remonta a tiempos de Napoleón, creo que es mejor no traducirlos por regimientos de trenes, ya que inducirían a error puesto que se dedican al transporte por carretera, ni por regimientos de transporte puesto que esta denominación no tiene tradición en el Ejército Francés.
[2] Nuclear, Biológico, Químico y Radiológico.

## Componentes
El Ejército de Tierra está compuesto por los siguientes cuerpos:
- Las tropas de Marina integradas por:
  - Infantería de Marina.
  - Artillería de Marina.
  - Los carros de combate de Marina.
- La Legión Extranjera.
- El arma blindada de caballería (ABC).
- La artillería.
- Aviación ligera del Ejército de Tierra (ALAT).
- El cuerpo de ingenieros militares.
- La infantería, con los famosos cazadores alpinos.
- Cuidado del material.
- Logística y transporte.
- Transmisiones.

También comprende diferentes servicios:
- Intendencia.
- El Servicio Histórico del Ejército de Tierra (SHAT).
- Sanidad Militar.
- Servicio de mantenimiento.

## Equipamiento

### Armas
- SIG P220 – pistola 9 mm.

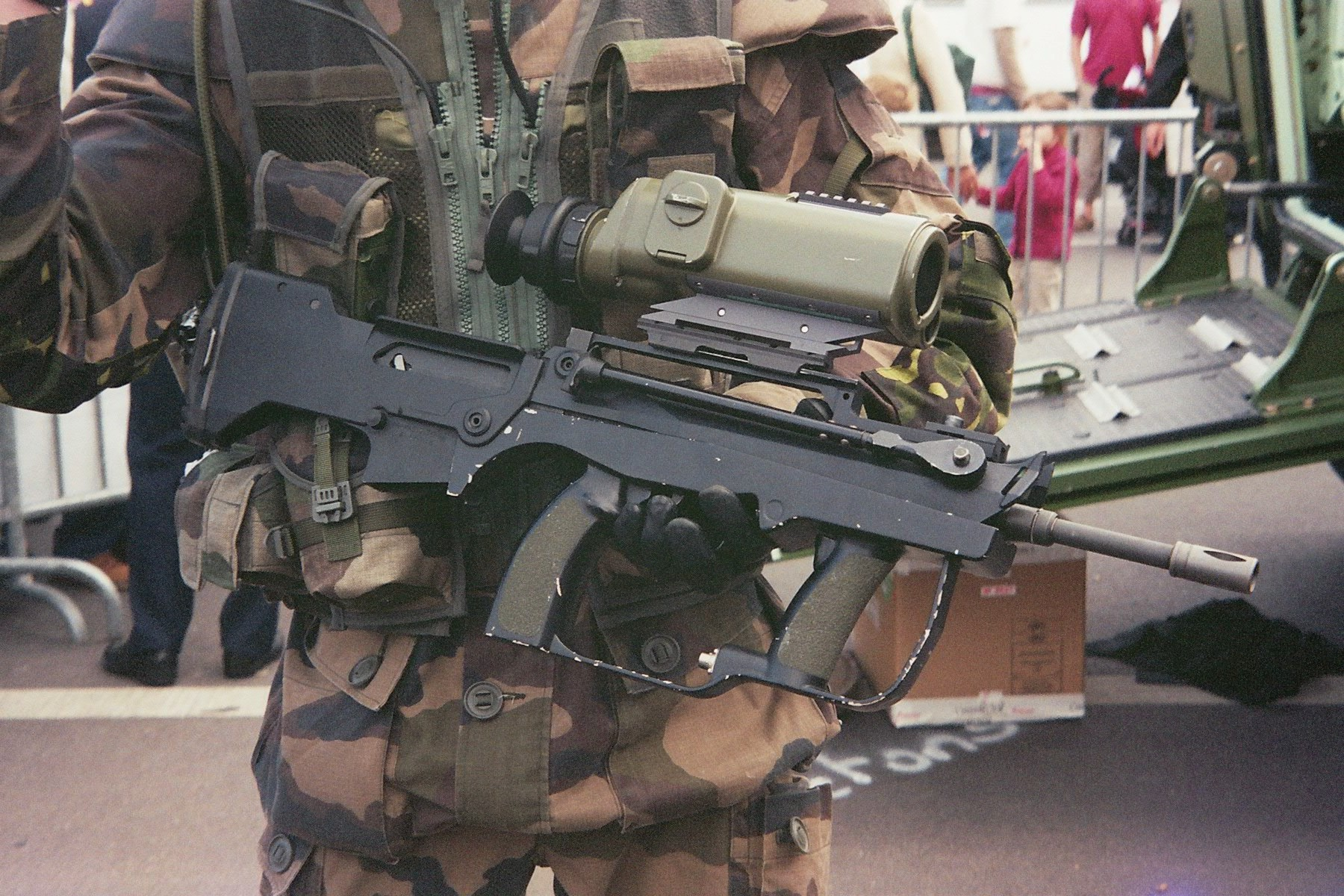
La versión FELIN del FAMAS.

- GIAT BM92-G1 (PAMAS-G1) – pistola 9 mm.
- FAMAS – fusil de asalto 5,56 mm.
- SG552 – fusil de asalto 5,56 mm.
- HK416 – fusil de asalto 5,56 mm.
- HK417 – fusil de asalto 7,62 mm.
- FN Minimi - ametralladora ligera
- FN MGA - ametralladora media
- FRF2 - 7.62 mm fusil de francotirador.
- PGM Hécate II - fusil de francotirador.
- 81 mm mortier
- APILAS. Lanzacohetes anticarro.
- AT4, ERYX y MILAN. Misiles anticarro.
- Casco SPECTRA.

##### Vehículos blindados
- Carro Leclerc (406)
- AMX 10 RC (256)
- ERC-90 Sagaie (192)
- AMX 10 P (335)
- VAB (382)
- VBL (1462)
- VBCI sustituto del AMX 10P (previsto en el 2008)
- AMX 30 B2 utilizados principalmente en maniobras (17).

##### Artillería
- AMX AuF1 - 155 mm (272)
- Lanzacohetes múltiples](41)
- Pieza de artillería Caesar (75)
- HM-2 obús remolcado calibre 155 mm (103)
- BF-50 obús remolcado calibre 155 mm(113)
- F3 obús autopropulsado (55)
- RTF1 120 mm morteros (361)
- M-51 120 mm morteros.

##### Helicópteros
- Tigre (80)
- NH-90 (11)
- Fennec
- Super Puma y Cougar
- Gazelle (267)

## Empleos
En el Ejército de Tierra francés existen los siguientes empleos de acuerdo con la clasificación de rangos de la OTAN, en la cual el Ejército francés está incluido.
| Mariscales                                                        | | | |                  |
|                                                                   | | | |                  |
| Mariscal de Francia                                               | | | |                  |
| "Maréchal" (mariscal) no es un grado actual, sino una distinción. | El "general de seis estrellas" solía ser el general al mando de las defensas de París. Este grado ya no se usa en la actualidad. | | |                  |
| Oficiales Generales                                               | | | |                  |
|                                                                   | | | |                  |
| General de Brigada                                                | General de División | General de Cuerpo de Ejército                                                                                    | General de Ejército                                                                                    |                  |
| Manda una brigada o una legión en la Gendarmería francesa         | Manda una división | Manda un Cuerpo de Ejército. No es un grado genuino, sino una función asumida por algunos generales de división. | Manda un Ejército. No es un grado genuino, sino una función asumida por algunos generales de división. |                  |
| Oficiales superiores                                              | | | |                  |
|                                                                   | | | Infantería                                                                                             |                  |
|                                                                   | | | Caballería                                                                                             |                  |
| Comandante, Jefe de Escuadrón/Escuadrones, Jefe de Escuadrilia    | Teniente coronel | Coronel | |                  |
| Oficiales subalternos                                             | | | |                  |
|                                                                   | | | |                  |
|                                                                   | | | |                  |
| Aspirante a oficial                                               | Subteniente | Teniente | Capitán                                                                                                |                  |
| Mayor (desde 2009, incluyen el Suboficiales)                      | | | |                  |
|                                                                   | | | |                  |
| Mayor                                                             | | | |                  |
| Suboficiales                                                      | | | |                  |
|                                                                   | | | |                  |
|                                                                   | | | |                  |
| Suboficial                                                        | Sargento/Mariscal de materiales                                                                                                  | Sargento en Jefe/Mariscal Primero de materiales                                                                  | Ayudante                                                                                               | Ayudante en Jefe |
| El sargento mayor de cuatro galones existió hasta 1947            | | | |                  |
| Militaires du rang - Alistados                                    | | | |                  |
|                                                                   | | | |                  |
| Soldado de Primera Clase                                          | Cabo/Brigadier | Cabo en Jefe/Brigadier Jefe                                                                                      | Cabo en Jefe Primero/Brigadier Jefe Principal(distinción)                                              |                  |